# Crisi economica in Germania del 1931
Nel luglio del 1931 in Germania scoppiò una forte crisi sia del credito bancario che della liquidità privata.

## Descrizione

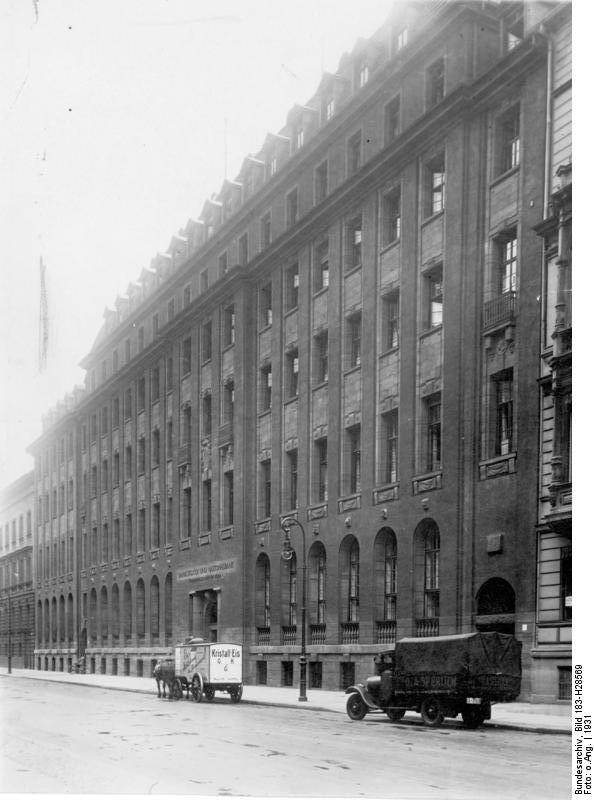
Danat-Bank, Behrenstraße 68-69, Berlino (1931)

L'11 maggio 1931 la maggiore banca austriaca, la Credit-Anstalt, dichiarò bancarotta. La Germania, dopo l'entrata in vigore del Piano Young nel 1930, aveva un alto debito estero: infatti, nel 1931 il debito commerciale tedesco detenuto direttamente e indirettamente dagli Stati Uniti superava il 20% del PIL statunitense di quell'anno. Il 20 giugno 1931 il presidente americano Herbert Hoover annunciò pubblicamente una moratoria per il recupero dei crediti dall'Europa (in particolare i crediti di guerra dalla Germania) sospendendone temporaneamente la riscossione: la manovra tuttavia non sortì effetti economici rilevanti.
La crisi si allargò presto alla Germania. Nel luglio 1931 fallì la seconda banca tedesca, la Darmstädter und Nationalbank (Danat-Bank), a causa del suo stretto legame con l'azienda tessile Nordwolle, fallita a sua volta nel giugno 1931: pertanto, la Danat viene nazionalizzata e fusa d'ufficio alla prima banca tedesca, la Dresdner Bank. Nei mesi successivi e nel 1932, gli stipendi calarono in media del 40% e la disoccupazione aumentò fino al 30%. Il CEO di Danat, Jacob Goldschmidt, era ebreo e venne preso di mira dalla propaganda nazista.
Il fallimento della Danat innescò una spirale deflazionistica ed ebbe anche ripercussioni internazionali, allargando la crisi bancaria ad esempio alla Gran Bretagna, che in questo paese si manifestò in agosto e che si rifletté nelle successive elezioni in ottobre. Il 21 settembre la Gran Bretagna sospese il gold standard sulla sterlina. Un altro paese immediatamente impattato fu l'Ungheria. Nel frattempo, la Francia si mantenne finanziariamente forte tramite la svalutazione del franco: tuttavia, tardò nella decisione di concedere un prestito a breve termine alla Germania. Infine, la preoccupazione che gli USA seguissero la mossa della Gran Bretagna portò a un biennio di panico bancario (1931-1933).
Il difficile clima sociale conseguente alla crisi del luglio del 1931 creò un terreno fertile per l'ascesa al potere del Nazismo e la fine della Repubblica di Weimar.

## Dibattito sulle cause
La crisi segnò un punto di svolta nell'avanzamento della Grande depressione del 1929, svolta che portò diversi paesi ad uscire dal gold standard subito o negli anni immediatamente successivi; inoltre molti paesi intrapresero l'adozione delle prime misure di vigilanza bancaria. La letteratura scientifica ha discusso se le cause della crisi fossero bancarie oppure monetarie, oppure se ci fosse una concausa data dall'intreccio ("twin") delle due (Schnabel, Macher). Certamente, le conseguenze della crisi del 1931 hanno avuto un forte impatto sulla politica monetaria successiva, con diversi approfondimenti scientifici e normativi non solo da parte degli economisti non solo tedeschi. Alcuni studiosi (in particolare Temin) hanno però contestato che si trattasse di una crisi puramente bancaria, argomentando che i dati fanno pensare ad una crisi finanziaria della prima generazione secondo quanto esposto da Krugman, dovuta all'incompatibilità tra diversi vincoli, in particolare quello definito dal gold standard nell'intreccio di diversi sistemi economici (in particolare quello USA e quello tedesco).